# 1. Spielklasse 1934/35
Die Spielzeit 1934 war die 3. reguläre Spielzeit der 1. Spielklasse im Schweizer Feldhandball.

## Modus
Einfache Runde der Regionalmeister.

## Finalrunde

### Rangliste
| Pl.                           |  | Verein                       | Sp. | S | U | N | Tore    | Diff. | Punkte |
| ----------------------------- |  | ---------------------------- | --- | - | - | - | ------- | ----- | ------ |
| 1.                            |  | Grasshopper Club Zürich (M)  | 2   | 2 | 0 | 0 | 022:90  | +13   | 04:00  |
| 2.                            |  | Abstinenten-Turnverein Basel | 2   | 1 | 0 | 1 | 011:170 | −6    | 02:20  |
| 3.                            |  | ST Bern                      | 2   | 0 | 0 | 2 | 09:160  | −7    | 00:40  |
| Quelle: , Stand: 17. Mai 2017 |  |                              |     |   |   |   |         |       |        |

| Zum Finalrundeende 1934: |                   |
|                          |                   |
|                          | Schweizer Meister |
|                          |                   |
| Zum Saisonende 1933:     |                   |
| (M)                      | Schweizer Meister |

### Spiele
|  | Grasshopper Club Zürich | 12:5 | Abstinenten-Turnverein Basel |  |
|  |                         |      |                              |  |
|  | [ 1 ]                   |      |                              |  |

|  | Grasshopper Club Zürich | 10:4 | ST Bern |  |
|  |                         |      |         |  |
|  | [ 1 ]                   |      |         |  |

|  | Abstinenten-Turnverein Basel | 6:5 | ST Bern |  |
|  |                              |     |         |  |
|  | [ 1 ]                        |     |         |  |

### 2. Schweizermeistertitel für den Grasshopper Club Zürich
| Schweizer Meister | Stehend von links nach rechts: Max Keller, Hans Widmer, Erich Schmitt (Kopf), Albrecht Springer, Karl Schmid, Gustav Nipkow, Eugen Seiterle, Heinrich Hober, Martin Küpfli Kniend: Erland Herkenrath, Emil Schlaginhaufen, Kurt Naef, Burkhard Gantenbein |